# رابرت بوردن
رابرت بوردن (انگلیسی: Robert Borden؛ زاده ۲۶ ژوئن ۱۸۵۴ – درگذشته ۱۰ ژوئن ۱۹۳۷ (۸۲ سال)) یک سیاست‌مدار اهل کانادا بود.